# Metopa leptocarpa
Metopa leptocarpa är en kräftdjursart som beskrevs av Georg Ossian Sars 1882. Metopa leptocarpa ingår i släktet Metopa och familjen Stenothoidae. Inga underarter finns listade i Catalogue of Life.